# 紅褐鯉
红褐鲤，通称为鲤鱼，又名阿穆尔鲤、华南鲤、青鲤等，是鲤科鲤属的一种鱼类，广泛分布于东亚的淡水河流中。

## 分布
本种广泛分布于东亚淡水河系，北起黑龙江、南至红河，包括俄罗斯远东地区、蒙古、中国、越南、韩国、寮国、日本都有分布。

## 特征
本种的腹鰭、臀鰭及尾鰭的后半部分呈紅褐色，而欧洲鲤鱼则呈灰色或者黄色。側線鱗數29－33，欧洲鲤则为33－37。

## 分类

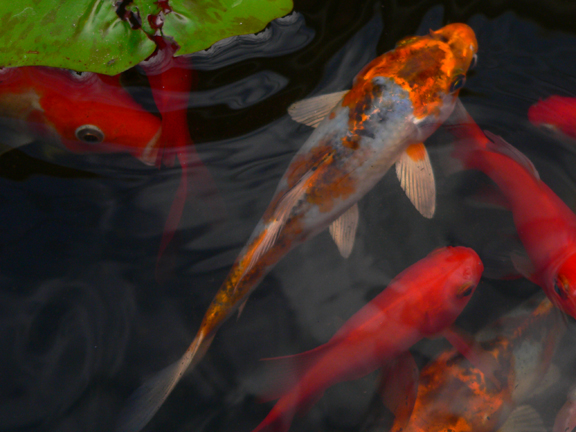
锦鲤也是本种的培育型

生物分类上，它曾被列为欧洲鲤（Cyprinus carpio）的亚种，但后来根据这些形态差异和其他一些基因研究单列为种。部分研究称锦鲤实际上是由这种鱼而非欧洲鲤培育出来的。

## 文化

### 鯉與中華文化
鯉魚自古就是吉祥的象徵，因此古詩中也經常出現各種鯉魚的形象，作為一種精神寄託。由於鯉魚的“鯉”和“利” 諧音，故有“漁翁得利”、“家家得利”之說。其他“富貴有餘” 、“連年有餘”也多指鯉魚。坊间更广泛流传鲤鱼跳龙门之说。

鯉魚伯公廟鯉魚像

### 鯉與四大家魚
四大家魚中沒有鯉魚的第一個原因是唐朝的皇帝姓李，而鯉與李諧音，犯了忌諱，於是把鯉魚改稱為“赤鯶公”。當時朝廷還頒了一項法令，規定捕到鯉魚必須放生。全國上下不准吃鯉魚，誰賣鯉魚就要受罰，並且打60大板。這樣使傳統的養鯉業受到摧殘。四大家魚中當然就不會有鯉魚。但王維曾說：「良人玉勒乘驄馬，侍女金盤膾鯉魚。」可見当时鯉魚完全可殺可食。
另一說法是把重點放在就“家魚”的定義上，據說青、草、鰱、鱅可以人工繁殖但是鯉魚只能自然繁殖，因此鯉魚不能算是完全的“家魚”，所以不能位列其中。不過這說法也沒有依據。此外，很早之前人們就懂得以基塘農業來同時發展蠶絲業和養殖鯉魚。
第三個解釋是一些人認為“家魚”的故鄉就是江浙地區（湖南、湖北、江蘇、浙江）一帶，而江浙地區很少有人吃鯉魚，因此養殖的也就比較少，故鯉魚不算是普及的“家魚”。
鯉魚的魚鱗也可以吃，廣東南方的廣州、順德、南海、中山、東莞一帶的粵語族煮鯉魚（薑蔥屈鯉）一定連鱗食。

## 参看
- 锦鲤
- 麥溪鯉：一種以肇實為食，沒有泥味的鯉魚，產於廣東高要。
- 文慶鯉：一種肇慶沙浦鎮文慶塱所產的鯉魚
- 泉州有鯉城之稱

## 延伸阅读
[在维基数据编辑]
 《欽定古今圖書集成·博物彙編·禽蟲典·鯉魚部》，出自陈梦雷《古今圖書集成》